# 埃律西昂平原
埃律西昂平原（Elysium Planitia），又稱極樂平原，是位於火星埃律西昂山南方赤道上的寬闊平原，地勢平緩，海拔約-2公里，東西橫跨約三千公里。範圍為南緯4.9度至北緯9.9度，東經130度至180度。
埃律西昂平原是火星最年輕的火山區之一，小火山與地表裂隙噴發出熔岩，堆積出熔岩平原，而熔岩平原在地殼受到壓力下被切開形成槽溝，水繼而釋出造成洪水、刻畫河道，而河道又被新噴發的熔岩流覆蓋。這些事件發生於中、晚亞馬遜紀。
由於此處有一大片暗區：科柏洛斯（Cerberus），埃律西昂平原的中、東部常又稱為科柏洛斯平原（Cerberus Plains）或稱科柏洛斯。

## 板流
板流（platy flow，或稱板狀熔岩流（platy lava flow）、筏板（rafted plates）等）遍佈此處，尤其位於馬爾提谷（Marte Valles），形狀有如原本是一整塊的板子在碎裂之後漂散開來，每塊約數百公尺寬。2000年以前，火星全球勘測者已觀測到此特徵，成因尚未有定論，可能是低黏度、高溫、快速流動的熔岩流，凝固的表層被下方仍在流動的熔岩流拉開、分離而形成；但亦可能是泥流的遺跡。2005年John B. Murray等人根據火星快車號的照片推測位於阿薩巴斯卡谷末端科柏洛斯平地（Cerberus Palus）的板流可能是被沙塵覆蓋的冰海，位置為5°N 150°E / 5°N 150°E。但亦有反駁的證據，如火星全球勘測者的照片中，小撞擊坑的型態顯示下方物質是固態岩石而不是冰，不過此撞擊坑並非位於冰海假說地點，而是在他處的板流。
2006年火星勘察衛星抵達火星後，更高解析度的HiRISE照片顯示這些曾經有水流過的峽谷，甚至大部分的埃律西昂平原，表面皆被一層熔岩覆蓋。藉由火星快車號的雷達（MARSIS）與火星勘察衛星的淺地層雷達（SHARAD）對冰海假說地點的地下雷達回波分析，結果不符合冰海假說，而符合火山起源，即由熔岩組成。